# Celler Loch

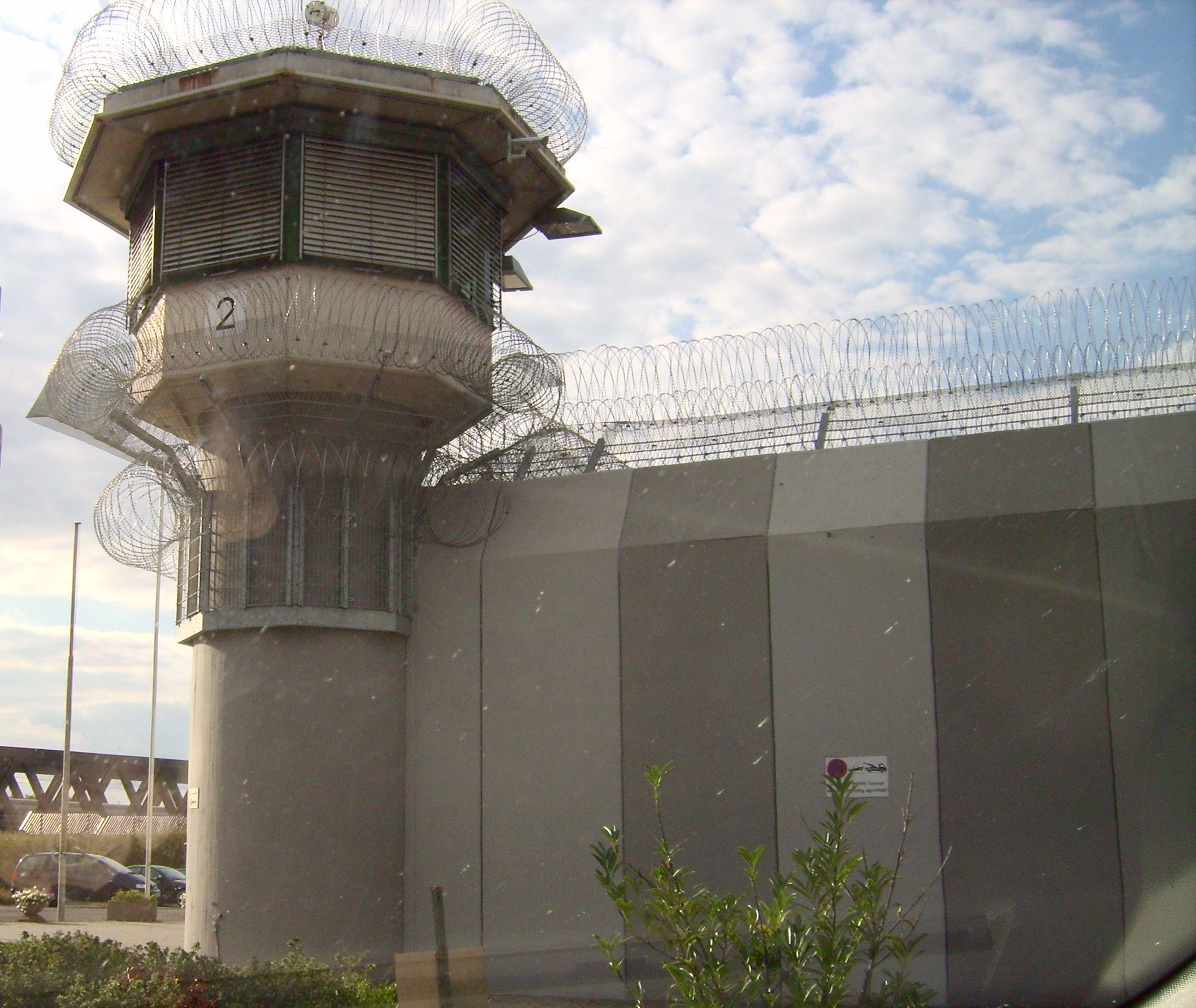
JVA Celle (Wachturm)

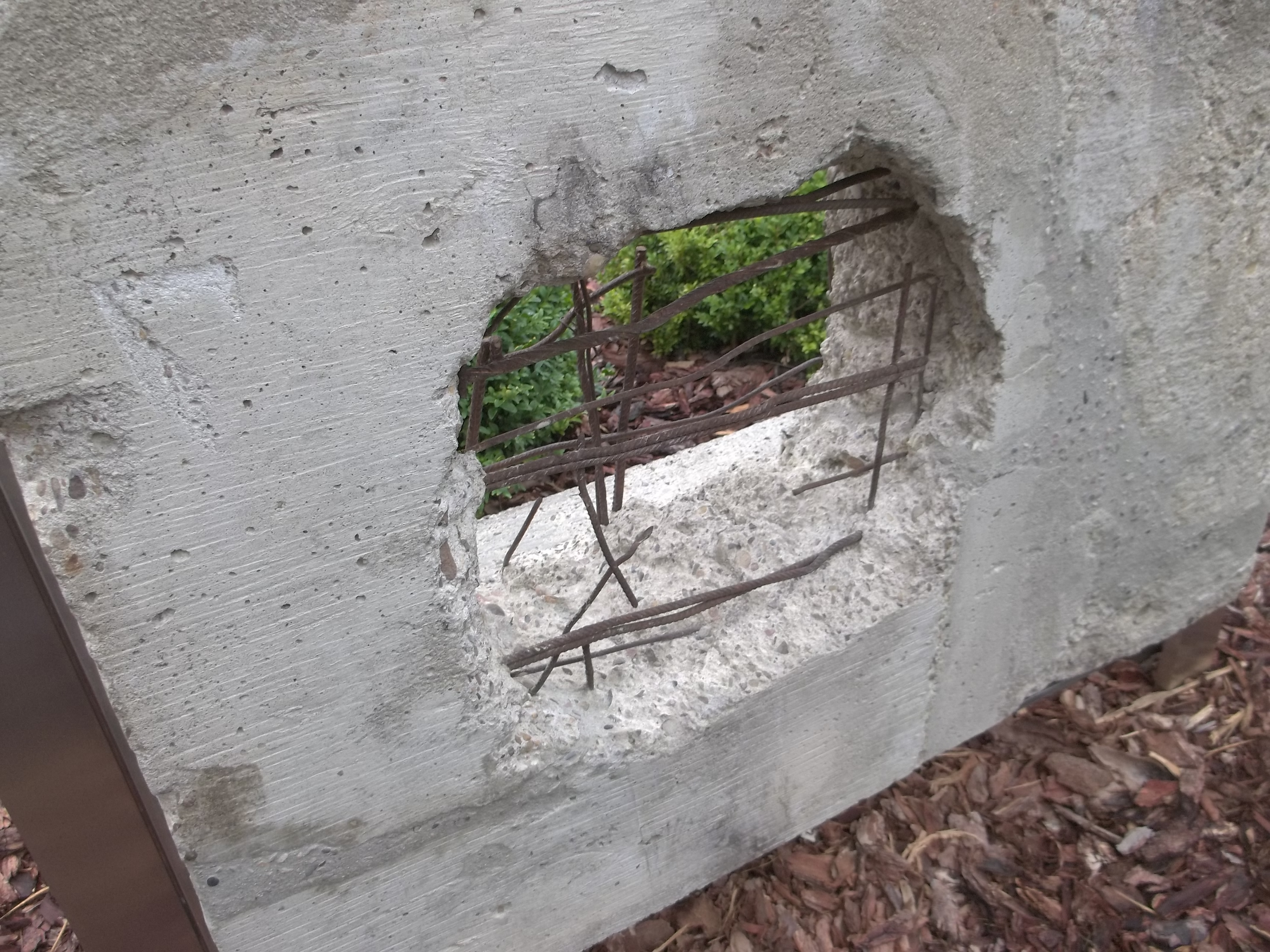
Das Stück der Mauer mit dem gesprengten Loch

Als Celler Loch wurde die Aktion Feuerzauber des niedersächsischen Verfassungsschutzes bekannt, bei der am 25. Juli 1978 ein Loch mit rund 40 Zentimeter Durchmesser in die Außenmauer der Justizvollzugsanstalt Celle gesprengt wurde. Damit wurde ein Anschlag zur Befreiung von Sigurd Debus vorgetäuscht, der als  Terrorist der Rote Armee Fraktion (RAF) im Celler Hochsicherheitsgefängnis einsaß. Angeblich wollte man mit Hilfe dieser verdeckten Operation unter falscher Flagge einen Informanten in die RAF einschleusen. Die Öffentlichkeit und diverse Strafverfolgungsbehörden wurden über die tatsächlichen Urheber des Anschlags planmäßig getäuscht, erst 1986 kamen die Hintergründe durch Recherchen von Journalisten ans Licht. Daraufhin wurde ein parlamentarischer Untersuchungsausschuss eingesetzt.
Als involviert und informiert gelten die Anti-Terror-Einheit GSG 9, die niedersächsische Landesregierung unter Ernst Albrecht (CDU) sowie die Anstaltsleitung. Das Bundesministerium des Innern als vorgesetzte Behörde der GSG 9, das Bundesamt für Verfassungsschutz, die Bundesregierung und die niedersächsische Landespolizei sollen vorab nicht informiert worden sein.

## Vorbereitung und Durchführung
Der Verfassungsschutz präparierte einen gestohlenen Mercedes SL mit Munition und gefälschten Pässen, darunter auch einem Pass mit dem Foto von Debus. Vordrucke und Dienstsiegel stammten aus Einbrüchen bei Behörden.  Fahrer des Fahrzeugs war ein Mitarbeiter des Verfassungsschutzes. Das Fahrzeug war ursprünglich im Januar 1978 bei einer Polizeikontrolle in Salzgitter sichergestellt worden, wobei sich dessen Fahrer durch Flucht der Überprüfung entzogen und das Auto zurückgelassen hatte.
Zur Durchführung des Anschlags hatte der Verfassungsschutz zwei Kriminelle – Klaus-Dieter Loudil und Manfred Berger – angeworben. Am 25. Juli 1978 wurde die Bombe gezündet und verursachte nur geringen Sachschaden. Zu einem Ausbruch kam es nicht. Loudil wurde später den Medien als Tatverdächtiger präsentiert.

## Diskussion über die Arbeit des Privatdetektivs Werner Mauss
Die Tagesschau sendete am 9. Oktober 1989 einen Beitrag von Jochen Graebert über den Bericht des Untersuchungsausschusses zum Celler Loch. Graebert berichtete, dass sich die Ausschussmitglieder bei der Bewertung der Rolle der V-Männer uneinig gewesen seien. Zur Rolle von Werner Mauss sagte er: „Einig ist man sich nur darüber, dass der Privatdetektiv Mauss Konzepte und fingierte Aktionen der V-Männer unkontrolliert selbst bestimmen konnte.“ Im Anschluss kommentiert Heiner Herbst „Im Übrigen stimmen in der Bewertung dessen Arbeit die Ausschussmitglieder zu erheblichen Teilen überein, indem sie nämlich festgestellt haben, dass hier bei dieser Arbeit es doch manchmal zu erheblichen Rechtsverstößen gekommen ist, und dass hier Grund besteht Kritik zu üben.“ Mauss erwirkte folgende Gegendarstellung, die in der Tagesschau vom 13. November 1989 von Sprecher Werner Veigel verlesen wurde:

„Die Tagesschau vom 9. Oktober 1989 hat über die Beendigung der Arbeit des Niedersächsischen Untersuchungsausschusses berichtet, der sich mit dem fingierten Sprengstoff-Attentat des Verfassungsschutzes befasst hat, das unter dem Stichwort ‚Celler Loch‘ bekannt geworden ist. In diesem Zusammenhang hieß es: ‚Einig ist man sich nur darüber, dass der Privatdetektiv Mauss Konzepte und fingierte Aktionen der V-Männer unkontrolliert selbst bestimmen konnte.‘ Hierdurch kann der Anschein entstehen, ich sei an Konzepten und fingierten Aktionen beteiligt gewesen, die mit dem sogenannten Celler Loch in Verbindung stehen. In Wirklichkeit habe ich mit diesen Konzepten und Aktionen nie etwas zu tun gehabt.“

## Folgen für Debus
Der Verfassungsschutz hatte Ausbruchswerkzeug in Debus’ Zelle schmuggeln lassen, das bei der dem Anschlag folgenden Durchsuchung gefunden wurde und die Tatbeteiligung von Debus beweisen sollte.
Als weiterer Beweis wurde das sogenannte Dellwo-Papier veröffentlicht, das angeblich vom RAF-Mitglied Karl-Heinz Dellwo stammte (Dellwo bestritt dies), in dem es heißt, dass „durch Anschläge auf den äußeren Bereich von Vollzugsanstalten“ eine „Zusammenlegung einsitzender Terroristen zu Interaktionsgruppen“ erreicht werden solle.
1979 wurde Debus in die JVA Hamburg-Fuhlsbüttel verlegt. Dort beteiligte er sich, nachdem Anträge auf Hafterleichterungen mit Hinweis auf den Sprengstoffanschlag abgelehnt worden waren, im Februar 1981 an einem Hungerstreik der Gefangenen aus der RAF, der am 16. April 1981 zu seinem Tode führte.

## Politische Folgen
1986 wurde bekannt, dass nicht linksradikale Terroristen für den Anschlag verantwortlich waren, sondern der Verfassungsschutz und die GSG 9. Die von den Medien als Täter vorgestellten Personen waren V-Männer des Verfassungsschutzes. Ulrich Neufert wurde für seinen Artikel über die Affäre in der Hannoverschen Allgemeinen Zeitung 1986 mit dem Wächterpreis der deutschen Tagespresse ausgezeichnet.
1986 setzte der Niedersächsische Landtag zu den Vorgängen einen Untersuchungsausschuss ein (Siehe auch: Liste der Untersuchungsausschüsse des Niedersächsischen Landtags). Vor dem Untersuchungsausschuss stellte die Regierung Albrecht die Aktion als mindestens achtbaren Erfolg dar (Zugang zu Terrorismus, Ausbruch vereitelt, Waffen gefunden), obwohl diese Behauptungen widerlegt werden konnten.

## Rezeption
Am 28. Januar 1989 wurde der später mit dem Max-Ophüls-Preis ausgezeichnete Dokumentarfilm Das Celler Loch von Herbert Linkesch (Regisseur) und Rudi Reinbold (Produzent) erstmals ausgestrahlt.
Im Juli 2015 wurde vor dem Gefängnis ein herausgetrenntes Stück der damaligen Mauer als Erinnerungsstück aufgestellt. In einen Edelstahlrahmen eingefasst, wurde ein aufbereitetes Stück der Betonmauer mit Celler Loch und einer Texttafel direkt vor dem JVA-Eingang aufgebaut.
Das Schlosstheater Celle brachte das Thema im Jahr 2019 als Musical unter dem Titel Celler Loch auf die Bühne. Der Text verarbeitet den knapp 400 Seiten umfassenden Bericht des Untersuchungsausschusses.

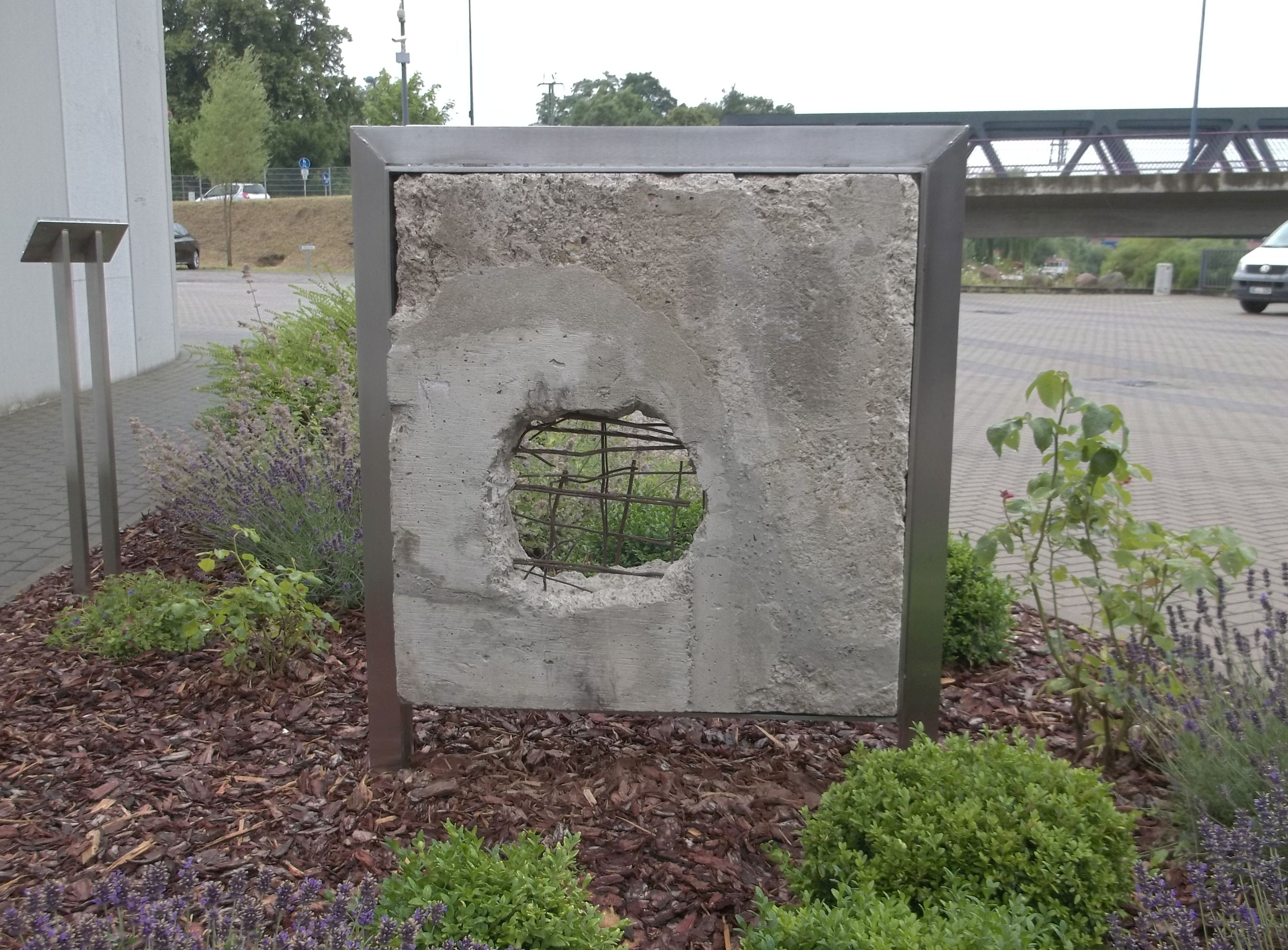
Celler Loch von der Innenseite
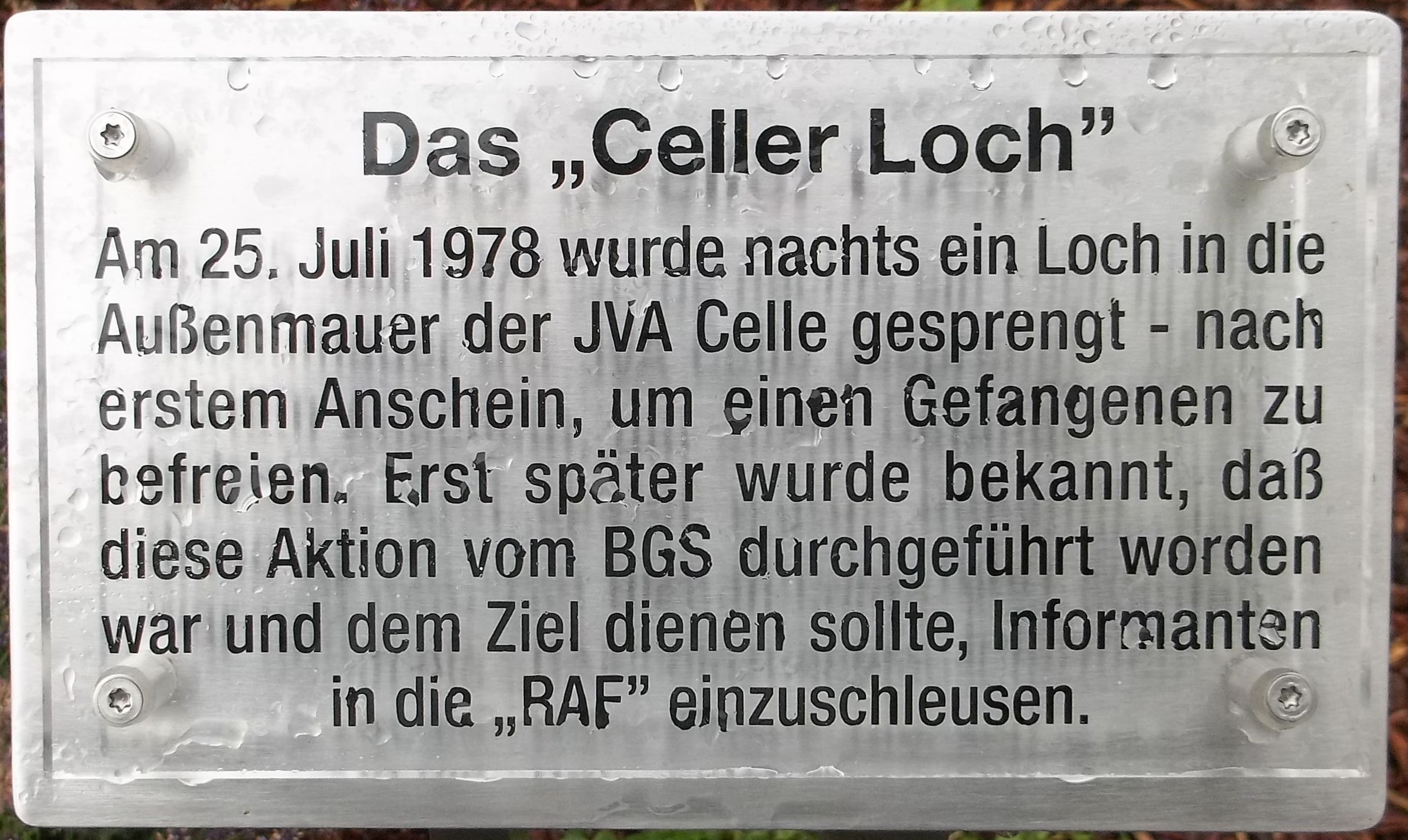
Texttafel
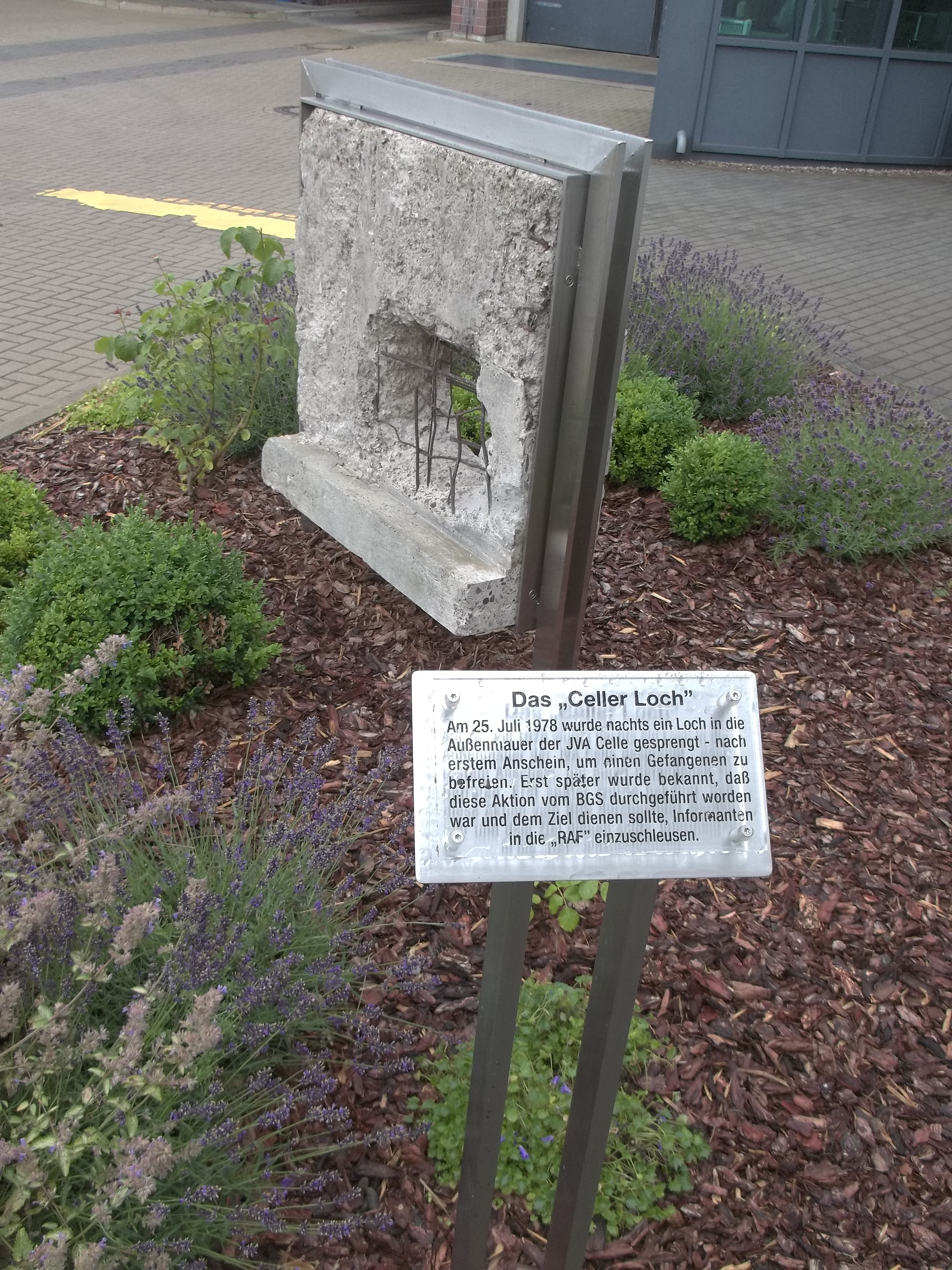
Texttafel und Betonklotz